# USS Petrel (PG-2)
El USS Petrel (PG-2) fue un cañonero de cuarta clase de la US Navy durante la Guerra hispano-estadounidense. Recibía su nombre por el ave marina.
Se colocó la quilla del Petrel sobre las gradas de los astilleros Columbia Iron Works and Dry Dock Company en Baltimore, Maryland el 27 de agosto de 1887, desde donde fue botado el 13 de octubre de 1888; para ser dado de alta el 10 de diciembre de 1889, al mando del teniente W. H. Bronson.
Fue asignado a la estación del Atlántico norte, donde permaneció hasta septiembre de 1891, cuando se le ordenó unirse la escuadra asiática donde estaría asignado hasta 1911. Puso rumbo al norte en mayo de mayo de 1894, y hasta julio, patrulló en aguas del mar de Bering en patrullas contra la caza furtiva. En julio, operó en las Islas Pribilof; y en agosto, retornó a la estación asiática.
Desplegado desde Hong Kong en abril de 1898, el USS Petrel formó parte de la flota de George Dewey en la campaña contra Manila.  el 1 de mayo, tras la derrota de las escuadra española por parte de la escuadra de Dewey en el primer enfrentamiento naval de la guerra hispano-estadounidense, el USS Petrel entró en el interior del puerto, y destruyó seis buques menores españoles. El USS Petrel navegó posteriormente hasta los astilleros navales del Cavite y forzó su rendición. Fue enviado al interior del Cavite para destruir los buques españoles que habían buscado refugio allí, el 2 de mayo, El USS Petrel envió una partida a la costa que capturó el arsenal, y retornó con dos 2 remolcadores, el USS Rapido y el Hercules, además de tres lanchas.
El USS Petrel continuo realizando operaciones en las Filipinas entre 1898 y 1899. Junto al USS Boston bombardeó la isla de Panay el 11 de febrero de 1899; el día 22, una fuerza de 48 hombres del Petrel ocuparon la Isla de Cebú.  En octubre, el USS Petrel junto al USS Callao (antiguo torpedero español) en apoyo del Cuerpo de Marines participó en el asalto a Neveleta realizando un bombardeando de costa por delante del avance de la columna de los Marines.
Dado de baja en el Cavite tras la guerra, el USS Petrel fue devuelto al servicio activo el 9 de mayo de 1910. Tras visitar aguas europeas en 1911, retornó a la costa atlántica. Los disturbios en el Caribe hicieron que fuera enviado a México para proteger los intereses estadounidenses, y en 1916 fue estacionado en Guantánamo. Con la declaración de guerra de la Primera Guerra Mundial,  el USS Petrel retornó a los Estados Unidos para patrullar las aguas de Boston, Massachusetts, a lo largo de la guerra. 
Tras 30 años de servicio, el USS Petrel fue dado de baja en Nueva Orleans, Luisiana, el 15 de julio de 1919 y su nombre, fue borrado del registro naval de buques el 16 de abril de 1920.  Posteriormente, fue vendido para desguace a Snare and Treest, con sede comercial en Nueva York, el 1 de noviembre de 1920.

## Fuente
- Diccionario de buques de guerra norteamericanos, del Centro Histórico Naval